# ボリラン
ボリラン(Borirane)は、有機複素環式化合物の1つである。化学式はC2H4BHで、無色可燃性の気体である。2つの炭素原子と1つのホウ素原子から構成されており、窒素原子がホウ素原子で置換されたアジリジンの構造アナログとみることもできる。エチリデンボランの異性体であり、これを含めて5つの異性体を持つ。